# Niederkirchen
Niederkirchen è un comune di 2.011 abitanti della Renania-Palatinato, in Germania.

Appartiene al circondario (Landkreis) di Kaiserslautern (targa KL) ed è parte della comunità amministrativa (Verbandsgemeinde) di Otterbach-Otterberg.